# Alexander Pusch
Alexander Pusch (Tauberbischofsheim, 1955. május 15. –) olimpiai, világ- és Európa-bajnok német párbajtőrvívó.